# Tupistra
Tupistra là một chi thực vật có hoa trong họ Asparagaceae.

## Các loài
Chi này chứa khoảng 20 loài thực vật có hoa ở khu vực miền nam châu Á, từ miền nam Trung Quốc tới Sumatra và đảo Ambon. Trong hệ thống APG III, nó được đặt trong phân họ Nolinoideae của họ Asparagaceae (trước đây thuộc họ Ruscaceae).
Tại thời điểm tháng 8/2013, World Checklist of Selected Plant Families (WCSP) công nhận 21 loài:
1. Tupistra clarkei Hook.f. - Nepal, Sikkim
2. Tupistra elegans N.Tanaka - Perak
3. Tupistra fungilliformis F.T.Wang & S.Yun Liang - Tứ bích dạng nấm. Phân bố: Vân Nam, Quảng Tây, Việt Nam.
4. Tupistra grandis Ridl. - Malaysia
5. Tupistra grandistigma F.T.Wang & S.Yun Liang - Vân Nam, Quảng Tây, Việt Nam
6. Tupistra kressii N.Tanaka - Thái Lan
7. Tupistra laotica N.Tanaka - Lào
8. Tupistra malaiana N.Tanaka - Thái Lan, Malaysia
9. Tupistra muricata (Gagnep.) N.Tanaka - Tứ bích hoa trắng, khai khẩu tiễn nhuỵ đài. Phân bố: Lào, Thái Lan, Vân Nam, Quảng Tây, Việt Nam.
10. Tupistra nutans Wall. ex Lindl. - Assam, Bangladesh
11. Tupistra ochracea (Ridl.) N.Tanaka - Malaysia
12. Tupistra penangensis N.Tanaka - đảo Penang
13. Tupistra pingbianensis J.L.Huang & X.Z.Liu - Vân Nam
14. Tupistra robusta N.Tanaka - Perak
15. Tupistra squalida Ker Gawl. - Ambon
16. Tupistra stoliczana Kurz - Arunachal Pradesh, Assam, Myanmar, Thái Lan
17. Tupistra sumatrensis N.Tanaka - Sumatra
18. Tupistra theana Aver. & N.Tanaka - Tỏi rừng thế. Phân bố: Việt Nam
19. Tupistra tupistroides (Kunth) Dandy - Sikkim, Bhutan, Assam
20. Tupistra urceolata N.Tanaka & W.J.Kress - Thái Lan
21. Tupistra violacea Ridl. - Thái Lan, Malaysia

## Hình ảnh

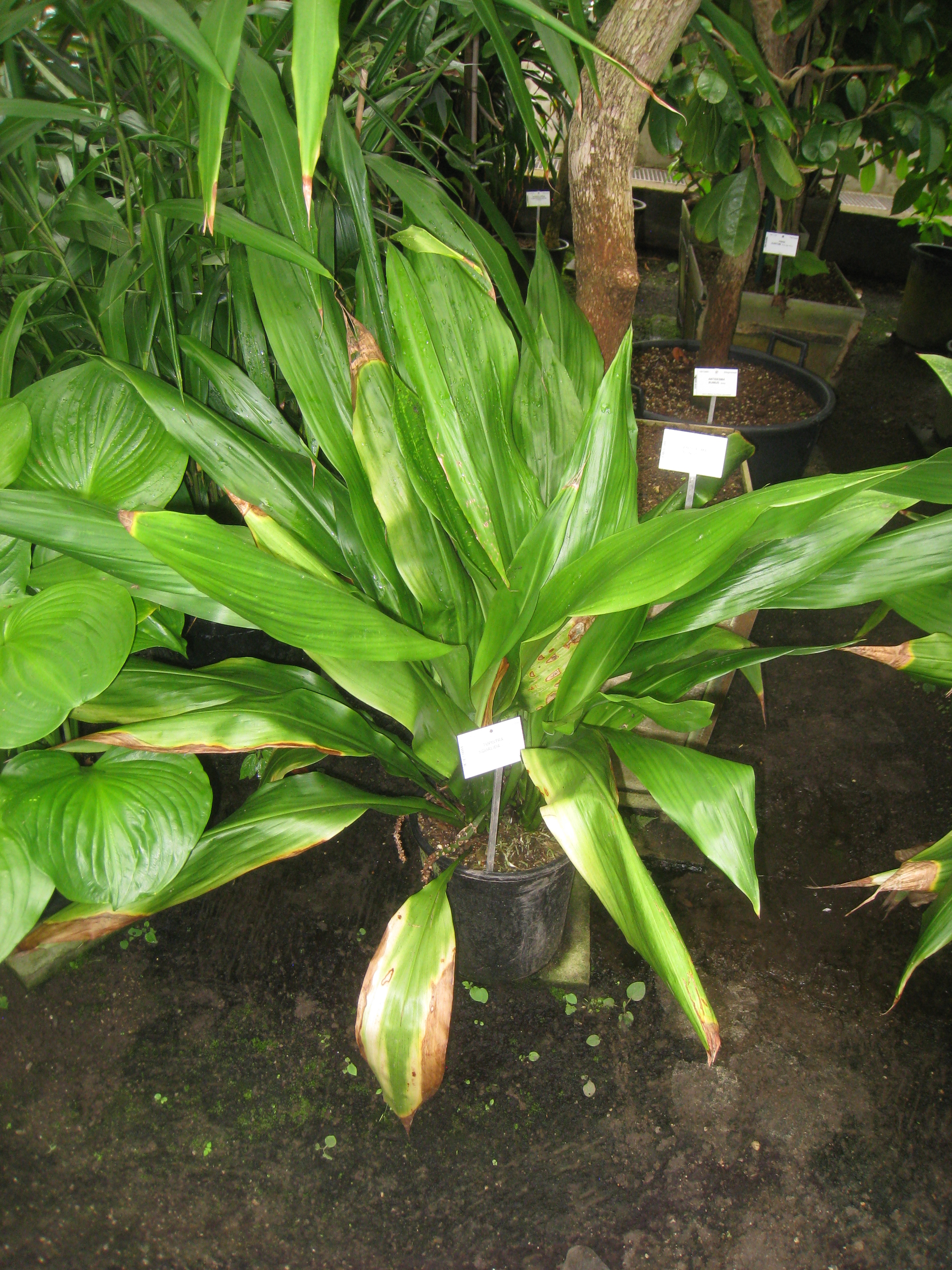